# Obernkirchen
Obernkirchen est une petite ville allemande située dans l'arrondissement de Schaumbourg dans le land de Basse-Saxe.

## Géographie

### Communes limitrophes
| Seggebruch                 | Helpsen, Nienstädt | Nienstädt, Stadthagen |
| Bückeburg                  | Obernkirchen       | Stadthagen            |
| Ahnsen, Bad Eilsen, Heeßen | Auetal, Buchholz   | Auetal                |

### Quartiers
La ville comprend également quatre localités :
| Localité   | Population |
| ---------- | ---------- |
| Gelldorf   | ~ 800      |
| Krainhagen | ~ 1.220    |
| Röhrkasten | ~ 310      |
| Vehlen     | ~ 1.300    |

## Politique et administration

### Jumelages
- La Flèche (France) depuis 1968
- Pasvalys (Lituanie) depuis 2008

## Personnalités nées à Obernkirchen
- Reinhard Scheer (1863-1928), vice-amiral